# Marie Le Compte
Marie Le Compte a été une journaliste et anarchiste américaine, active au début des années 1880.

## Débuts de carrière
Marie Le Compte est née au Canada vers 1850. Elle est d'origine française, mais s’établit aux États-Unis, où elle adhère au mouvement socialiste, parlant et écrivant pour cette cause.
Marie Le Compte est une amie du journaliste éditorialiste connu du New York Times dans les années 1860.
Elle travaille pour le Labor Standard de Joseph Patrick McDonnell à New York en tant que rédactrice et journaliste,.
Selon Paul Avrich, elle est une "figure exotique et en quelque sorte mystérieuse", avec  "une sympathie spéciale pour les hajdouks et les clochards". Elle se présente comme « Miss Le Compte, Prolétaire ». On lui prête le surnom de "Minnie".

## La conférence anarchiste de Londres (1881)
Marie Le Compte assiste au Congrès Anarchiste réuni à Londres à partir du 14 juillet 1881. Elle représente les « Boston Revolutionnaries » (Révolutionnaires de Boston), un groupe dont on sait peu de choses. D'autres délégués étaient Pierre Kropotkine, Errico Malatesta, Saverio Merlino, Louise Michel et Émile Gautier.
Tout en respectant « l'autonomie complète des groupes locaux », le congrès définit les actions de propagande que tous pouvaient suivre et convient que la « propagande par le fait« est le chemin vers la révolution sociale.
The Radical du 23 juillet 1881 rapporte les discours par Marie Le Compte, « l'agitateur transatlantique» », Louise Michel, et Kropotkine. En s'adressant au Congrès, Le Compte défend l'idée que les révolutionnaires doivent rejoindre les syndicats afin de radicaliser les membres.
Au cours de sa visite en Angleterre, Le Compte et Kropotkine, tiennent des discours au Club Social Démocratique d'Homerton et au Club Radical et dialectique de Stratford Radical. Au club d'Homerton, son thème d'intervention est  « la situation en Amérique ». En octobre 1881, elle donne une conférence à Stratford (Londres), où elle a fait l'éloge des pirates.

## Carrière ultérieure
Liberty (La liberté) de Benjamin Tucker a été le premier journal anarchiste en langue anglaise à circuler en Angleterre. Il se peut que Marie Le Compte l'y ait introduit pendant sa visite de 1881. Elle a écrit plusieurs articles pour ce journal en 1883, faisant des rapports sur le procès et l'emprisonnement à Lyon de plusieurs anarchistes, dont Louise Michel, Émile Pouget et Kropotkine. En mars 1883, elle a participé à l'émeute du pain de Paris et a été blessée dans un combat avec la police. Elle a fui en Suisse pour éviter d'être arrêtée. Elle s'est établie à Berne, où elle traduisit Dieu et l'État de Bakounine et Un appel aux jeunes de Kropotkine.
Marie Le Compte a cessé de participer au mouvement quelque temps après 1883. Sa traduction d'Un Appel aux jeunes de Kropotkine a été publiée en feuilleton, de 5 à 26 janvier 1884, dans le journal Truth (La Vérité) de San Francisco. Le premier numéro de The Anarchist (en) (L'Anarchiste), publié en 1885 à Londres par Henry Seymour, a tenu une annonce d'une traduction par Le Compte de Dieu et l'État, de Mikhaïl Bakounine,. The International Publishing Company (La Société Internationale d'Édition) a annoncé que les profits de Dieu et l'État iraient à la Croix-Rouge du Parti Révolutionnaire russe.

## Sources
- (en) An English anarchist, The Criminal law amendment act, 1885 (lire en ligne)
- (en) Paul Avrich, The Haymarket Tragedy, Princeton University Press, 1984, 535 p. (ISBN 978-0-691-00600-0, lire en ligne)
- (en) Paul Avrich, Anarchist Portraits, Princeton University Press, 1er février 1990, 316 p. (ISBN 978-0-691-00609-3, lire en ligne), p. 278
- (en) Constance Bantman, « Internationalism without an International ? Cross-Channel Anarchist Networks, 1880-1914 », Revue belge de philologie et d'histoire, vol. 84, nos 84-4,‎ 2006 (lire en ligne, consulté le 30 août 2013)
- (en) WE Lincoln, Popular Radicalism and the Beginnings of the New Socialist Movement in Britain, 1870-1885., 1977 (lire en ligne), « "New Party" Radicalism and the Founding of the Democratic Federation 1881 »
- (en) Timothy Messer-Kruse, The Haymarket Conspiracy : Transatlantic Anarchist Networks, Urbana, University of Illinois Press, 31 juillet 2012, 236 p. (ISBN 978-0-252-09414-9, lire en ligne)
- (en) Liberty (Not the Daughter But the Mother of Order), 11 avril 1885 (lire en ligne), « On Picket Duty », p. 47
- (en) John Quail, The Slow Burning Fuse, Londres, Paladin Books, 1978 (lire en ligne), « The Anarchist and Freedom ... and Dan Chatterton »
- (en) Haia Shpayer, « British Anarchism 1881-1914: Reality and Appearance », sur discovery.ucl.ac.uk, juin 1981 (consulté le 30 août 2013)
- (en) Social Anarchism, Atlantic Center for Research and Education, 1990 (lire en ligne)
- (en) Sarah J. Young, « Russians in London: Pyotr Kropotkin », sur sarahjyoung.com, 9 janvier 2011 (consulté le 30 août 2013)